# Demydiw
Demydiw (ukr. Демидів, hist. pol. Demidów) – wieś na Ukrainie, w obwodzie kijowskim, w rejonie wyszogrodzkim. Liczy 3700 mieszkańców.
Wieś o historii sięgającej początku XVI wieku, związana zrazu z zamkiem kijowskim, w późniejszym okresie wielokrotnie zmieniająca właścicieli. W XVIII wieku przedmiot głośnego wówczas sporu pomiędzy Kazimierzem Stanisławem Steckim a Danyłą Apostołem i jego synami. Od 1723, jako własność tegoż Steckiego przejściowo osada miejska z prawem jarmarku.